# Petit Biscuit
Petit Biscuit, pseudonimo di Mehdi Benjelloun (Rouen, 10 novembre 1999), è un disc jockey e produttore discografico francese.

## Biografia
Nato a Rouen da madre francese e padre marocchino, è salito alla ribalta con la hit internazionale Sunset Lover, certificata diamante dalla SNEP e primo ingresso in top ten dell'artista nella Top Singles nazionale. Il pezzo, certificato multiplatino dalla Music Canada, Federazione Industria Musicale Italiana, Recorded Music NZ e British Phonographic Industry, è stato incluso nel primo EP eponimo, certificato oro in Francia e in Nuova Zelanda per aver superato rispettivamente la soglia delle 50 000 e 7 500 unità equivalenti. Anche il primo album in studio, dal titolo Presence (2017), ha conseguito il medesimo traguardo in patria.
È stato candidato agli MTV Europe Music Awards per il riconoscimento al miglior artista francese. La SNEP gli ha assegnato un ulteriore disco d'oro, per la collaborazione Problems (2018).

## Discografia

### Album in studio
- 2017 – Presence
- 2020 – Parachute
- 2024 – Discipline
- 2025 – Movement I

### EP
- 2016 – Petit Biscuit
- 2024 – Honor Your Goals: Live

### Album di remix
- 2021 – Parachute Remixes

### Raccolte
- 2019 – We Were Young (The Playlist)

### Singoli
- 2015 – Alone
- 2015 – You
- 2015 – Palms
- 2015 – Night Trouble
- 2015 – Midnight Sky
- 2015 – Memories
- 2015 – Oceans
- 2017 – Sunset Lover
- 2017 – Waterfall (feat. Panama)
- 2018 – Problems (feat. Lido)
- 2018 – Suffer/Safe
- 2019 – Wide Awake
- 2019 – We Were Young (con JP Cooper)
- 2020 – I Leave Again (con Shallou)
- 2020 – Drivin Thru the Night
- 2021 – Parachute
- 2023 – You Don't Ignore (Too Late)
- 2024 – Bad Episode
- 2024 – I Forgot What's Love (con Cub Sport)
- 2024 – Shorter than a Night
- 2024 – The Forest (con Anixem)
- 2024 – Without You (con Surf Mesa e JP Saxe)